# Korsnäs
Korsnäs est une municipalité de l'ouest de la Finlande dans la région d'Ostrobotnie, sur la côte du Golfe de Botnie. Les vieux noms finnois de Ristitaipale et Korsnääsi sont parfois mentionnés mais non officiels et aujourd'hui très rarement utilisés.

## Régime linguistique
Jusque fin 2014, c'était l'une des trois seules municipalités de Finlande continentale à avoir pour seule langue officielle le suédois (les autres étant Närpes et Larsmo). Elle est devenue bilingue le 1er janvier 2015. Pas moins de 95,7 % de la population y est suédophone.

## Géographie
La commune est pratiquement dépourvue de relief. Elle comprend quelques dizaines d'îles basses du Golfe de Botnie. Au nord, un bac effectue la liaison vers l'île de Bergö.
Le reste de la municipalité se partage entre forêts et zones agricoles (à peine 15 % du total), à l'écart des grands axes routiers et touristiques du pays.
Les habitants se partagent entre 9 villages dont 3, Korsnäs, Molpe et Harrström, concentrent plus de 80 % de la population.
Les municipalités limitrophes sont Närpes au sud et Malax au nord et à l'est.

## Histoire
Les 3 villages de Korsnäs, Molpe (Moikipää en finnois) et Harrström sont mentionnés dès le XVe siècle. L'église principale est construite à Korsnäs en 1831 par Carl Ludwig Engel.
La commune n'est détachée de Närpes qu'en 1887.
Aujourd'hui, Närpes reste une commune très rurale, dépendant largement de la pêche, de l'agriculture et de l'élevage d'animaux à fourrure. Cependant, après un très fort exode rural dans les années 1950 et 60, la population est aujourd'hui stabilisée autour de 2 200 âmes.